# Glyphea
Glyphea, rod fosilnih rakova koji su živjeli od perioda jure do eocena. Pripadalii su porodici Glypheidae i rodu Decapoda.

## Vrste
Rod obuhvaća vrste:
- Glyphea alexandri Taylor 1979
- Glyphea ambigua Von Fritsch 1870
- Glyphea arborinsularis Etheridge 1917
- Glyphea australensis Feldmann and Et Al 1993
- Glyphea bathonica De Ferry 1865
- Glyphea bicarinata Van Straelen 1924
- Glyphea bohemica Fritsch and Kafka 1887
- Glyphea calloviensis Woods 1927
- Glyphea carinata Tribolet 1874
- Glyphea carolinensis Rathbun 1935
- Glyphea carteri Bell 1863
- Glyphea christeyi Feldmann and Maxwell 1999
- Glyphea couloni Tribolet 1874
- Glyphea crassa Oppel 1861
- Glyphea cretacea McCoy 1854
- Glyphea damesi Garassino 2001
- Glyphea eureka Damborenea and Mancenido 1987
- Glyphea ferruginea Blake and Judleston 1877
- Glyphea foresti Feldmann and Saint Laurent 2002
- Glyphea franzini Breton 2011
- Glyphea garasbaaensis Garassino et al. 2008
- Glyphea georgianus Taylor 1979
- Glyphea gussmanni Schutze 1907
- Glyphea hennigi Beurlen 1933
- Glyphea jeletzkyi Feldmann and McPherson 1980
- Glyphea jurensis Oppel 1861
- Glyphea liasina Von Meyer 1840
- Glyphea lyrica Blake 1876
- Glyphea magnevillii Eudes-Deslongchamps 1835
- Glyphea mazetieri Hee 1924
- Glyphea meyeri Roemer 1836
- Glyphea michelae Schweitzer and Feldmann 2001
- Glyphea micheleae Schweitzer and Feldmann 2001
- Glyphea muensteri Voltz 1835
- Glyphea munsteri Voltz 1835
- Glyphea neocomiensis Robineau-Desvoidy 1849
- Glyphea oculata Woods 1957
- Glyphea prestwichi Woods 1929
- Glyphea pseudoscylarus Schlotheim 1822
- Glyphea pseudoscyllarus Schlotheim 1822
- Glyphea regleyana Desmarest 1822
- Glyphea reticulata Feldmann and Gazdzicki 1997
- Glyphea riazi Van Straelen 1924
- Glyphea rigoi Garassino 2000
- Glyphea robusta Feldmann and McPherson 1980
- Glyphea rosenkrantzi Van Straelen 1929
- Glyphea rostrata Phillips 1829
- Glyphea serratosai Dupuy-Revilla 1956
- Glyphea solitaria Oppel 1861
- Glyphea spinulosa Van Straelen 1924
- Glyphea stilwelli Feldmann 1993
- Glyphea stiwelli Feldmann 1993
- Glyphea tantalus Wohrmann 1892
- Glyphea tomesi Woodward 1868
- Glyphea tonelloi Garassino 1997
- Glyphea tricarinata Garassino 1996
- Glyphea udressieri Myer 1840
- Glyphea vectensis Woods 1927
- Glyphea viohli Polz 2000
- Glyphea willetti Woodward 1878
- Glyphea yoshiakii Kato and Karasawa 2006